# Rotundabaloghia peruensis
Rotundabaloghia peruensis es una especie de arácnido del orden Mesostigmata de la familia Uropodidae.

## Distribución geográfica
Se encuentra en Perú.